# ویلارد رایس
ویلارد رایس (انگلیسی: Willard Rice; april ۲۱, ۱۸۹۵ – ۲۱ ژوئیه ۱۹۶۷ (۷۲ ساله)) بازیکن هاکی روی یخ اهل ایالات متحده آمریکا بود.